# Puscha
Puschas sind das Ergebnis experimenteller Kreuzungen von Pudelrüden (männliches Tier) und Goldschakalfähen (weibliches Tier), also von Caniden unterschiedlicher Artzugehörigkeit.
Kreuzungen von Pudel und Goldschakal wurden ab den 1960er Jahren unter Leitung von Wolf Herre am Institut für Haustierkunde der Universität Kiel durchgeführt und untersucht. Die Verpaarungen waren nur möglich, wenn die Tiere allein aufgezogen wurden, andernfalls wichen sie einander aus. Die auf solche Weise gezüchteten Puschas waren nur begrenzt fruchtbar.
Auch Verpaarungen von Schakalmännchen mit Pudelweibchen (Schapu) wurden später durchgeführt. Sie sind schwieriger zu erreichen, da die Schakalrüden zunächst mit der Hitze der Hündin nichts anzufangen wissen, wogegen Pudelrüden ständig deckbereit sind.